# ロンドン、人生はじめます
『ロンドン、人生はじめます』（ロンドン、じんせいはじめます、原題：Hampstead）は、2017年のイギリスのドラマ映画。監督はジョエル・ホプキンス、脚本はロバート・フェスティンガー。出演はダイアン・キートン、ブレンダン・グリーソン、ジェームズ・ノートン、レスリー・マンヴィル、ジェイソン・ワトキンス、サイモン・キャロウ。2017年6月23日にEntertainment One Filmsより公開された。

## キャスト
- ダイアン・キートン - エミリー・ウォルターズ
- ブレンダン・グリーソン - ドナルド・ホーナー
- ジェームズ・ノートン - フィリップ
- レスリー・マンヴィル - フィオナ
- ジェイソン・ワトキンス - ジェームズ・スマイス
- フィル・デイヴィス - ファイフ
- サイモン・キャロウ - 裁判官
- アリステア・ペトリー - スティーヴ・クローリー
- ピーター・シン - ゼイヴィア
- ウィル・スミス - レオン・ローランズ
- ロザリンド・アイアーズ - スーザン
- ブライアン・プロザーロー - ローリー

## 製作
2015年10月20日、ダイアン・キートンとブレンダン・グリーソンのキャスティングが発表された。2016年5月13日、レスリー・マンヴィル、ジェームズ・ノートン、ジェイソン・ワトキンス、サイモン・キャロウの参加が発表された。主要撮影は2016年5月22日に開始した。

## 公開
2017年6月23日にEntertainment One Filmsより公開された。